# Phyllogloea javanica
Phyllogloea javanica är en svampart som först beskrevs av Narcisse Theophile Patouillard, och fick sitt nu gällande namn av Lowy 1961. Phyllogloea javanica ingår i släktet Phyllogloea och familjen Phragmoxenidiaceae.   Inga underarter finns listade i Catalogue of Life.